# Gare de Nicholson
La  gare de Nicholson est une gare ferroviaire canadienne, située au lieu-dit Nicholson (en) sur le territoire de la partie non organisée du nord District de Sudbury dans la province de l'Ontario. 
C'est un arrêt Via Rail Canada desservie par le train Sudbury-White River.

## Situation ferroviaire
Établie à 431 mètres d'altitude, la halte de Nicholson est situé au point kilométrique (PK) 311 de la ligne de Sudbury à White River, entre les arrêts de Musk et de Bolkow. Cette infrastructure est une section de la principale ligne transcontinentale du Canadien Pacifique.

## Service des voyageurs

### Accueil
Halte voyageurs, c'est un point d'arrêt non géré (PANG) à accès libre. le train ne s'arrête qu'à la demande.

### Desserte
Nicholson est desservie par le train Sudbury-White River de Via Rail Canada. Le train passe à l'arrêt six fois par semaine : les mardi, jeudi et samedi, son passage est à 14h50 venant de Sudbury il se dirige vers White River ; les mercredi, vendredi et dimanche, son passage est à 11h55, venant de White River il se dirige vers Sudbury.

### Intermodalité
Il n'y a pas de services.